# 변검
《변검》(变脸, The King Of Masks)은 중국에서 제작된 오천명 감독의 1995년 드라마 영화이다. 주욱 등이 주연으로 출연하였고 방일화 등이 제작에 참여하였다.

## 출연

### 주연
- 주욱
- 주임영

### 조연
- 조지강
- 장서양
- 진리

## 기타
- 원작자: 진문귀
- Ass-PD: 하수림
- Ass-PD: 황가복